# 蓋兒·蘇菲佳
蓋兒·蘇菲佳（皇家轉寫：Gail Sophicha Aungkawimongkol，2005年11月19日—），生於泰國清萊，泰國女性华裔歌手。最為人熟悉的是網上熱播短片翻唱可愛頌。2013年，發行了她的首張單曲唱片。2018年，參加臺灣選秀節目《聲林之王》，並入圍四強。

## 簡介
蓋兒於2005年11月19日出生於泰國清莱。2012年时值6岁的她，參加泰國選秀節目 《泰国达人秀》（Thailand's Got Talent）一舉奪得亚军，後與泰国唱片公司BEC TERO MUSIC簽約。並在2013年出道成為歌手，開啟了童星之路。同時也是BEC裡年龄最小的签约歌手。
2013年1月，發行了她的首張泰國單曲唱片《I LOVE U》。同年6月，發行了單曲唱片《I’m Your Dog》。同年11月，發行了單曲唱片《รักวันละนิด》。
2015年，發行了她出道以來泰國首張個人專輯唱片《I LOVE YOU》。
2017年3月，發行了單曲唱片《เที่ยวกันเถอะ》。
2018年，參加臺灣選秀節目《聲林之王》，以最年幼選手之姿擠進前四強，也打開了她在台灣的知名度。之後她於2019年2月26日與台灣唱片公司QT Entertainment量子娛樂簽約，成為旗下藝人，在台灣發展、就學。
2019年7月，發行了她的台灣首張宣傳活動合唱單曲唱片《曙光祭 在未來的日子綻放笑容》及各數位平台全面上架。同年10月18日，發行了她的台灣首張商品宣傳單曲唱片《KILLIN' ME》及各數位平台全面上架。10月22日，發行了她的台灣首個商品宣傳MV《KILLIN' ME》（aNueNue MC色彩吉他宣傳曲）。同年12月8日，發行了她的台灣首張宣傳活動合唱MV。
2020年5月21日，發行了她的台灣首張個人單曲唱片及MV《你為了我撐把傘》及各數位平台全面上架。
2021年1月2日，於台灣舉辦首場個人演唱會《蓋兒 Gail My Dear Friend 台北音樂會》。
2023年，成功考獲 泰國朱拉蓬皇家學院醫學院，正式成為醫學生。
2023年10月31日，發行了她的台灣推出首張專輯《無法掩蓋》，作為自己的成年禮，首波主打歌《沒關係啦》及各數位平台與MV全面同步上線。

## 經理人公司
| 年份           | 公司                                  |
| 2019年 2月26日 | 台灣唱片公司 QT Entertainment量子娛樂 |
| 2012年         | 泰國唱片公司 BEC TERO MUSIC           |

## 商品代言人
| 年份           | 公司                                                    | 類別             |
| 2022年 5月11日 | 泰國 品牌@Cool Beans 蓋兒設計CoolBeans Bag              | 商品             |
| 2021年 1月2日  | 台灣 品牌NINE THEORY設計師繪製蓋兒Gail人像 客製化悠遊卡 | 商品             |
| 2019年11月11日 | 台灣 東森購物20週年                                     | 公益慈善大使     |
| 2019年10月18日 | 台灣 美圖秀秀 X Gail 主題素材                           | 商品             |
| 2019年10月13日 | 台灣 aNueNue MC Guitar                                  | 擔任首位宣傳大使 |
| 2019年 9月7日  | 法國品牌 SUGAR糖果手機                                  | 台灣區品牌代言人 |
| 2019年 8月23日 | 蓋兒專屬SUGAR LINE貼圖                                  | 商品             |
| 2019年 8月22日 | 台灣 Gail X SUGAR 公車小酷卡                            | 巴士車身廣告     |
| 2016年 6月21日 | 泰國 SK-II                                              | 戶外宣傳活動     |
| 2015年 3月     | 泰國 AirAsiaThailand 亞航讓孩子們的夢想成真！           | 電視廣告         |
| 2015年         | 泰國 Naturegift Malt Vita                               | 飲品廣告         |
| 2014年         | 泰國 AIA友邦保險公司                                    | 電視廣告         |
| 2013年 7月     | 泰國 7-Eleven                                           | 宣傳活動         |

## 歷年專輯
| 年份           | 專輯/單曲                              | 類別     | 曲目 |
| 2023年10月31日 | 無法掩蓋                               | 專輯     | 曲目 1. 沒關係啦 2. 打噴嚏 3. 要不要在一起 4. 掩蓋 5. 其實我攏知 6. 如果你能看見我 7. 一圈一圈 8. 同一片星空 |
| 2019年12月18日 | 你為了我撐把傘                         | 單曲     | |
| 2019年10月14日 | KILLIN' ME（aNueNue MC色彩吉他宣傳曲） | 單曲     | |
| 2019年7月      | 曙光祭 在未來的日子綻放笑容            | 合唱單曲 | |
| 2019年5月      | 電影 阿拉丁 A Whole New World          | 單曲     | |
| 2018年2月      | 告白氣球                               | 翻唱單曲 | |
| 2018年1月      | 《Moonlight》                          | 翻唱單曲 | |
| 2017年12月     | 《Christmas Song》                     | 單曲     | |
| 2017年3月      | 《เที่ยวกันเถอะ》                         | 單曲     | |
| 2015年5月      | 《ยิ้มเหอะ》                             | 單曲     | |
| 2015年5月      | 《I LOVE YOU》                         | 專輯     | 曲目 1. อาย เลิฟ ยู 2. I'm Your Dog 3. รักวันละนิด 4. AIA 5. ยิ้มเหอะ                                               |
| 2014年         | 泰國AIA友邦保险公司 廣告歌曲           | 單曲     | |
| 2013年11月     | 《รักวันละนิด》                           | 單曲     | |
| 2013年7月      | 泰國 7-Eleven 廣告歌曲                 | 單曲     | |
| 2013年5月      | 《I'm Your Dog》                       | 單曲     | |
| 2013年1月      | 《I Love U》                           | 單曲     | |

## M V
| 年份       | 專輯/單曲                                                  |
| 2024/11/01 | 新加坡 ERIC陳傑瑞 (ft. 蓋兒 Gail)【Treasure Boy 寶藏男孩】 |
| 2024/07/27 | 台灣 無法掩蓋 - 如果你能看見我                             |
| 2024/05/03 | 台灣 無法掩蓋 - 其實我攏知                                 |
| 2024/03/15 | 台灣 無法掩蓋 - 同一片星空                                 |
| 2023/12/18 | 台灣 無法掩蓋 - 掩蓋                                       |
| 2023/11/17 | 台灣 無法掩蓋 - 打噴嚏                                     |
| 2023/10/31 | 台灣 無法掩蓋 - 沒關係啦                                   |
| 2021/08/29 | 國際 Brave And Here Comes the Sun                          |
| 2020/05/21 | 台灣 你為了我撐把傘                                        |
| 2020/04/13 | 台灣 黑夜總會過去 The Night Will Fade 聲林之王為防疫加油   |
| 2019/12/08 | 台灣 2019曙光祭Reborn 在未來的日子綻放笑容                 |
| 2019/10/22 | 台灣 KILLIN' ME (aNueNue MC色彩吉他宣傳曲)                 |
| 2019/05    | 台灣 A Whole New World                                     |
| 2017/03    | 泰國 เที่ยวกันเถอะ                                            |
| 2015/05    | 泰國 ยิ้มเหอะ                                                |
| 2013/11    | 泰國 รักวันละนิด                                              |
| 2013/05    | 泰國 I'm Your Dog                                          |
| 2013/01    | 泰國 I Love U                                              |

## 演唱會
| 年份          | 國家／地區 | 場數 | 場館                                        | 備註                                 |
| 2021年 1月2日 | 台灣       | 1    | 台北市大安區羅斯福路4段1號台大綜合體育館2樓 | 台灣首場個人演唱會《My Dear Friend》 |

## 特別嘉賓
| 年份           | 主辦單位                                                                           | 名銜                   |
| 2024年 2月20日 | 台灣 2024第32屆台北國際書展                                                        | 擔任泰國館推薦人       |
| 2023年12月3日  | 台灣 首張個人專輯《無法掩蓋》記者會/見面會                                         | Main Character         |
| 2022年 3月26日 | 泰國 Student Talent Show Judge at Bangkok International School Education Fair 2022 | 評審嘉賓               |
| 2019年10月13日 | 台灣 aNueNue MC Guitar                                                             | 擔任首位宣傳大使       |
| 2019年 9月14日 | 台灣 Fubon Guardians富邦悍將棒球隊                                                 | 開球禮嘉賓             |
| 2019年 9月7日  | 台灣 SUGAR Gail 一日店長粉絲見面會                                                 | 簽約儀式，擔任一日店長 |
| 2019年 7月12日 | 台灣 Enjoy Rody Pop-up store期間限定店 開幕記者會                                  | 擔任一日小店長         |
| 2019年 7月9日  | 台灣 曙光祭音樂節                                                                  | 形象大使               |
| 2019年 6月23日 | 泰國 2019泰國華語歌唱大賽                                                          | 活動大使               |
| 2019年 5月18日 | 台灣 聲林之王2 台北海選                                                            | 學姐評審嘉賓           |
| 2019年 2月26日 | 台灣 量子娛樂 X Gail蓋兒簽約記者會                                                 | 簽約儀式               |
| 2015年 4月2日  | 泰國 亞洲航空 廊曼國際機場活動                                                     | 擔任一日小空姐         |
| 2013年 7月     | 泰國 7-Eleven                                                                      | 擔任一日小店長         |

## 表演嘉賓
| 年份       | 節目                                                                        |
| 2025/06/21 | 台灣 2025 鹽琉開趴 - 超夏泡泡趴                                             |
| 2025/05/30 | 泰國 ROYAL JAZZ FOR THE CHAIPATTANA FOUNDATION                              |
| 2024/12/31 | 台灣 2025台中蛇現幸福 - 最強跨年夜                                          |
| 2024/11/02 | 台灣 2024二水草地音樂會                                                     |
| 2024/09/14 | 台灣 2024 菁音草地音樂祭 暨兒童權利公約宣導活動                             |
| 2024/09/08 | 泰國 emsphere 2024 DoYouWannaDance                                          |
| 2024/09/05 | 泰國 曼谷QSNCC 南山人壽極峰晚宴                                             |
| 2024/08/11 | 台灣 2024 台東最美星空 東河場                                               |
| 2024/08/10 | 台灣 2024雲林虎尾中元文化祭 - 浪漫情人夜                                    |
| 2024/08/03 | 台灣 夏日嗨漁港 - 歡樂音樂派對                                              |
| 2024/07/28 | 台灣 2024 台東最美星空音樂會 𝗦𝘁𝗮𝗿𝗿𝘆 𝗧𝗮𝗶𝘁𝘂𝗻𝗴 𝗡𝗶𝗴𝗵𝘁 𝗖𝗼𝗻𝗰𝗲𝗿𝘁                   |
| 2024/07/27 | 台灣 聲林之王 - 先聲奪人表演會                                              |
| 2024/07/18 | 台灣 2024泰國風情 - 俱在遠百                                                |
| 2024/07/13 | 台灣 2024王功漁火節                                                         |
| 2024/07/06 | 台灣 2024屏東涼夏祭                                                         |
| 2024/05/31 | 台灣 中職in臺北大巨蛋                                                       |
| 2024/05/29 | 台灣 新竹縣體育館 - 新竹御頂攻城獅主場季後賽                                |
| 2024/05/26 | 台灣 2024台達南洋嘉年華                                                     |
| 2024/05/04 | 台灣 2024屏東 海洋音樂會                                                    |
| 2024/04/13 | 台灣 東森家庭日                                                             |
| 2024/04/13 | 台灣 無限量FUN電 - 這Young理財                                              |
| 2024/01/26 | 台灣 東森集團2023忘年感恩餐會                                               |
| 2023/12/31 | 台灣 2024幸福龍來 - 台中跨年夜                                              |
| 2023/12/23 | 台灣 聲林之王 校園好聲音 & Gail見面會                                       |
| 2023/12/09 | 台灣 聖誕好事集音樂會                                                       |
| 2023/12/09 | 台灣 2023新北歡樂耶誕城-巨星耶誕演唱會一起閃耀繽紛之夜                      |
| 2023/12/03 | 台灣 蓋兒Gail 首張個人專輯《無法掩蓋》記者會/見面會                         |
| 2023/11/26 | ( 取消 ) 台灣 T-KI 無限偶像祭 Super Idol Festival                           |
| 2023/09/20 | 泰國 สุขที่จะร้อง สุขที่จะฟัง 慈善演唱                                              |
| 2022/03/25 | 泰國 ศูนย์การค้า ธัญญาพาร์ค ศรีนครินทร์ 迷你演唱會                                  |
| 2021/05/01 | 泰國 สายน้ำ เสียงเพลง พระจันทร์และเธอ 湄南河遊輪晚餐                            |
| 2021/01/02 | 台灣 蓋兒 Gail My Dear Friend 媒體見面會                                    |
| 2021/01/01 | 台灣 2020-2021 台中麗寶跨年雙演唱會                                         |
| 2020/12/31 | 台灣 彰化古都北斗歲末迎新活動                                               |
| 2020/12/31 | 台灣 2021台北最High新年城跨年晚會                                           |
| 2020/01/22 | 台灣 鴻海集團2020尾牙 愛心嘉年華                                            |
| 2020/01/18 | 台灣 聲林之王 現場開麥LIVE 遠百信義A13                                      |
| 2020/01/17 | 台灣 2020 msi 尾牙                                                          |
| 2020/01/17 | 台灣 聲林歡唱東森尾牙宴 2019忘年感恩餐會                                    |
| 2020/01/16 | 台灣 2020仁寶電腦旺年會 尾牙 凝聚仁量 智霸全球                              |
| 2020/01/03 | 台灣 矽格公司 尾牙晚宴                                                      |
| 2019/12/31 | 台灣 2020愛‧Sharing高雄夢時代跨年派對                                       |
| 2019/12/31 | 台灣 2019-2020台中市跨年晚會 Shining！嗨玩台中2020跨年狂歡夜                |
| 2019/12/28 | 台灣 2019 12/28許維芳生日音樂會                                             |
| 2019/12/28 | 台灣 新北幸福市集 好康商品義賣活動                                          |
| 2019/12/25 | 台灣 魔幻電音 2019明新科技大學 聖誕演唱會                                   |
| 2019/12/21 | 台灣 2019台南搖滾歡樂耶誕演唱會                                             |
| 2019/12/16 | 台灣 2020台灣燈會璀璨台中 副展區開幕記者會                                  |
| 2019/12/14 | 台灣 2019 點亮哈瑪星 高雄不廢搖滾嘉年華                                     |
| 2019/11/09 | 台灣 集中保管結算所                                                         |
| 2019/11/06 | 澳門 JW萬豪酒店                                                             |
| 2019/11/01 | 台灣 聲林之王2 EP11                                                         |
| 2019/11/01 | 台灣 中租企業家庭日                                                         |
| 2019/10/27 | 台灣 2019長榮航空城市觀光半程馬拉松                                         |
| 2019/10/25 | 台灣 TaskUs TW                                                              |
| 2019/10/23 | 台灣 新光人壽2019組織菁英會                                                 |
| 2019/10/19 | 台灣 2019金沙鎮高粱老街風獅爺文化季                                         |
| 2019/10/13 | 泰國 Krukoy and The Gang presents Let's be Heroes Concert                   |
| 2019/10/06 | 台灣 TEDxTaipei 2019 年會                                                   |
| 2019/09/28 | 台灣 台中市環保藝術節                                                       |
| 2019/09/24 | 台灣 台中市環保藝術節記者會                                                 |
| 2019/09/21 | 台灣 2019新光會員家庭日                                                     |
| 2019/09/14 | 台灣 月光音樂會 Fubon Guardians富邦悍將棒球隊                               |
| 2019/09/07 | 台灣 SUGAR Gail 一日店長粉絲見面會                                          |
| 2019/09/06 | 台灣 屈臣氏HWB健康美麗大賞2019                                              |
| 2019/08/31 | 台灣 2019苗栗海洋觀光季                                                     |
| 2019/08/17 | 台灣 聲林熱門金曲之夜                                                       |
| 2019/08/03 | 台灣 臺南七夕-愛情嘉年華                                                    |
| 2019/07/26 | 台灣 福隆海水浴場                                                           |
| 2019/07/14 | 台灣 曙光祭 Reborn                                                          |
| 2019/07/06 | 台灣 2019東石海之夏祭                                                       |
| 2019/06/30 | 台灣 新北歡樂嘉年華園遊會                                                   |
| 2019/06/29 | 台灣 大安沙雕音樂季                                                         |
| 2019/06/23 | 泰國 2019泰國華語歌唱大賽                                                   |
| 2019/05/20 | 台灣 淡江大學聲林之王校園演唱會                                             |
| 2019/05/18 | 台灣 聲林之王2 台北海選                                                     |
| 2019/04/28 | 台灣 台潮盛典K歌之夜                                                        |
| 2019/04/27 | 台灣 全大運選手之夜                                                         |
| 2019/04/23 | 台灣 2019校園巡迴演唱 中原大學                                              |
| 2019/04/10 | 台灣 2019交大校慶演唱會 聲歷其境                                            |
| 2019/03/30 | 台灣 好朋友野餐日聲林之王演唱會                                             |
| 2019/02/02 | 台灣 鴻海集團尾牙 愛心嘉年華會                                              |
| 2019/01/19 | 台灣 Dali Art聲林之王 人氣選手握手見面會及演唱會                            |
| 2018/12/31 | 泰國 Amazing Thailand Countdown 2019                                        |
| 2018/12/26 | 香港 閻奕格To You With Love香港音樂會                                       |
| 2018/11    | 泰國 Thailand National Games 46th                                           |
| 2018/10    | 泰國 Thailand's Got Talent Season 8                                         |
| 2018/04/12 | 泰國 Thailand's City                                                        |
| 2018/01/13 | 泰國 Central Plaza Konkaen                                                  |
| 2017/10/14 | 泰國 ตามรอยพระราชา - "Still On My Mind" Concert                             |
| 2017/05/13 | 泰國 5 anniversary Mega Bangna                                              |
| 2017/04/02 | 泰國 KIFW Siam Paragon Kids International Fashion Week Bangkok 2017         |
| 2017/03/21 | 泰國 The Guitar Mag Awards 2017                                             |
| 2016/07/24 | 泰國 AirAsia Thailand Paint The Sky Junior                                  |
| 2016/06/18 | 泰國 IMPACT Arena,Exhibition and Convention Center ,Grand Ex Grand Concerts |
| 2016/01/10 | 泰國 Wonder Kids In Happyland                                               |
| 2015/10/12 | 泰國 Family Fun Day with Teletubbies by SCB                                 |
| 2015/08/25 | 泰國 LENKA The Bright Side - Exclusive Showcase                             |
| 2015/04/02 | 泰國 亞洲航空 廊曼國際機場活動                                              |
| 2014/06/04 | 泰國 Nine Entertain Awards 2014                                             |
| 2013/11/28 | 新加坡 The Giving Tree 2013 Charity Gala                                    |
| 2013/11/16 | 泰國 Honda舉辦活動                                                          |
| 2013/11    | 泰國 植物物語 Let's Walk2 活動                                              |
| 2013/11/03 | 泰國 The mall Bangkapi 活動                                                 |
| 2013/10/18 | 泰國 Thailand International Ukulele Festival 2013                           |
| 2013/09/13 | 泰國 千禧素坤逸大酒店 佳能PIXMA推出新型號 發報會                            |
| 2013/07    | 泰國 7-Eleven 25週年紀念活動                                                |
| 2013/06/08 | 泰國 圖書發布會 Basic Ukulele - B2S Central World                           |
| 2013/06/06 | 泰國 達拉市場馬倫諾特大廈                                                   |
| 2012/12/22 | 泰國 Siam Street Fest                                                       |
| 2011/11/20 | 泰國 Yamaha Thailand Music Festival 2012 ,North ,Chiangmai                  |
| 2011/11/20 | 泰國 Siam Yamaha Chiangrai @ Central Plaza Chiangrai                        |
| 2011/08/27 | 泰國 清萊Salaakarn音樂學校 母親月音樂會                                     |

## 電視節目
| 年份       | 節目                                                   | 項目\          |
| 2024/06/25 | 台灣 東森超視33頻道 - ChillChill懂事長                 | 益智綜藝       |
| 2024/06/11 | 台灣 東森綜合32頻道 - 全民星攻略EP1073                 | 益智綜藝       |
| 2024/04/18 | 台灣 三立電視台 - 綜藝大熱門 - 全民校園大挑戰          | 挑戰綜藝       |
| 2024/01/02 | 泰國 Morning News TV3                                  | 專訪. 專輯宣傳 |
| 2024/01/02 | 台灣 中天綜合台CH36頻道 我愛小明星大跟班 SR32#28       | 清談綜藝       |
| 2023/12/13 | 台灣 東森綜合32頻道 - 全民星攻略EP974                  | 益智綜藝       |
| 2023/12/01 | 台灣 東森電視購物 47台                                 | 專輯宣傳       |
| 2022/04/17 | 泰國MVTV104台及香港電台31台 向世界歌唱之泰港同心齊抗疫 | 短訪. 歌唱表演 |
| 2022/01/10 | 泰國 Ch3 Thailand ครอบครัวบันเทิงออนไลน์                   | 短訪. 清唱小段 |
| 2020/02/06 | 台灣 娛樂百分百 明星店到店                             | 遊戲. 歌唱表演 |
| 2020/01/13 | 泰國 Morning News TV3                                  | 專訪. 新歌試唱 |
| 2019/08/23 | 台灣 娛樂百分百 明星店到店                             | 專訪. 歌唱表演 |
| 2019/08/23 | 台灣 小明星大跟班 第5季:第124集                        | 專訪. 歌唱表演 |
| 2019/03/27 | 台灣 台灣 聲林人氣王PK戰                               | 歌唱表演       |
| 2019/02/22 | 泰國 True Inside (Thailand News)                       | 專訪           |
| 2018/11/14 | 泰國 Morning News TV3                                  | 專訪. 歌唱表演 |
| 2018/10/18 | 台灣 中天綜合台CH36頻道 Super Entourage小明星大跟班    | 專訪. 歌唱表演 |
| 2017/05/16 | 泰國 Morning News                                      | 專訪. 歌唱表演 |
| 2016/12/02 | 泰國 Tonight's The Night                               | 短訪. 歌唱表演 |
| 2016/11/29 | 泰國 Morning News TV3                                  | 專訪. 歌唱表演 |
| 2016/11/16 | 泰國 Morning News TV3                                  | 專訪. 歌唱表演 |
| 2016/06/16 | 泰國 ThairathTV                                        | 專訪. 歌唱表演 |
| 2015/12/20 | 泰國 Morning News TV3                                  | 專訪. 歌唱表演 |
| 2015/08/24 | 泰國 Channel 3HD,Rueng Lao Chao nee                    | 歌唱表演       |
| 2015/06/22 | 泰國 Morning News TV3                                  | 活動報導       |
| 2015/05/17 | 泰國 Ch3 Thailand                                      | 專訪. 歌唱表演 |
| 2015/05/14 | 泰國 Entertainment Now Mono29                          | 專訪. 歌唱表演 |
| 2015/05/11 | 泰國 Morning News TV3                                  | 專訪. 歌唱表演 |
| 2014/06/15 | 泰國 NOW26                                             | 專訪. 歌唱表演 |
| 2013/11/21 | 泰國 Morning News TV3                                  | 專訪. 歌唱表演 |
| 2013/06/06 | 泰國 Channel [V] Music Thailand I AM SIAM              | 專訪. 歌唱表演 |
| 2013/06/06 | 泰國 Morning News TV3                                  | 專訪. 歌唱表演 |
| 2013/02/25 | 泰國 Royal Thai Army Radio and Television Channel 5    | 專訪. 歌唱表演 |
| 2012/11/22 | 泰國 Morning News TV3                                  | 專訪. 歌唱表演 |

## 電台/網絡專訪
| 年份          | 節目                                                                            | 項目                   |
| 2024/07/18    | 台灣 美食OG桑                                                                   | 美食閒談               |
| 2024/01/22-26 | 台灣 中廣 流行網 - 流行新推薦                                                   | 主持人、專輯宣傳       |
| 2024/01/11    | 台灣 TVBS娛樂頭條                                                               | 專訪                   |
| 2024/01/06    | 台灣 HitFM - HEY！MISS DJ                                                       | 專訪、專輯宣傳         |
| 2024/01/02    | 台灣 三尼巴掌 - 怪新聞                                                          | 專訪、專輯宣傳         |
| 2023/12/28    | 台灣 那些學校沒教的事- Janet Lin                                                | 專訪、專輯宣傳         |
| 2023/12/28    | 台灣 酷的夢- Ku's dream                                                         | 專訪、專輯宣傳         |
| 2023/12/27    | 台灣 Fred吃上癮                                                                 | 料理、專輯宣傳         |
| 2023/12/27    | 台灣 ttshow.news                                                                | 專訪、專輯宣傳         |
| 2023/12/27    | 台灣 李岳fun4夜                                                                 | 專訪、專輯宣傳         |
| 2023/12/26    | 台灣 MAX TALK 蓋兒                                                              | 專訪、專輯宣傳         |
| 2023/12/23    | 台灣 飛碟聯播網 - UFO STAR 聊天室                                               | DJ 主持人              |
| 2023/12/23    | 台灣 中廣 音樂網 - i radio star DJ                                              | i radio star DJ 主持人 |
| 2023/12/19    | 台灣 FUNDAY英語教育                                                             | 專訪、專輯宣傳         |
| 2023/12/17    | 台灣 HitFM - HIT DJ                                                             | HIT DJ 主持人          |
| 2023/12/16    | 台灣 POP Radio Fm91.7 - Play Music Play DJ                                      | Play Music 主持人      |
| 2023/12/16    | 台灣 中廣 音樂網 - i radio star DJ                                              | i radio star DJ 主持人 |
| 2023/12/16    | 台灣 中廣 流行網 - Star DJ                                                      | Star DJ 主持人         |
| 2023/12/16    | 台灣 Player FM - 艾咪聊天室                                                     | 專訪                   |
| 2023/12/15    | 台灣 娛樂超skr                                                                  | 專訪、專輯宣傳         |
| 2023/12/14    | 台灣 娛樂壹級棒                                                                 | 專訪                   |
| 2023/12/14    | 台灣 中廣流行網 - 欸！我說到哪裡了                                              | 專訪、專輯宣傳         |
| 2023/12/10    | 台灣 好事989電台 - 娛樂飛行船                                                   | 專訪、專輯宣傳         |
| 2023/12/09    | 台灣 POP Radio Fm91.7 - 音樂咬耳朵                                              | 專訪、專輯宣傳         |
| 2023/12/07    | 台灣 音樂新鮮人                                                                 | 專訪、專輯宣傳         |
| 2023/12/07    | 台灣 CBOOK TAIWAN - 名人說生活                                                  | 專訪、專輯宣傳         |
| 2023/12/06    | 台灣 蝦皮娛樂線                                                                 | 玩遊戲、專輯宣傳       |
| 2023/12/05    | 台灣 樓頂揪樓下                                                                 | 專訪、專輯宣傳         |
| 2023/12/04    | 台灣 HitFM - 耐玩DJ                                                             | 專訪、專輯宣傳         |
| 2023/12/03    | 台灣 好事989電台 - 好事假日瘋音樂                                               | 專訪、專輯宣傳         |
| 2023/12/01    | 台灣 ETCooKing 料理之王4                                                        | 料理、專輯宣傳         |
| 2023/11/28    | 台灣 POP Radio Fm91.7 - Fun Music                                               | 專訪、專輯宣傳         |
| 2023/11/27    | 台灣 中廣流行網 - 娛樂E世代                                                     | 專訪、專輯宣傳         |
| 2023/10/27    | 台灣 HitFM - 活力DJ - 沒關係啦                                                  | 單曲首播               |
| 2022/06/21    | 國際 Michael Jackson Heal the World Global Youth Artists Cover 2022 D2D Destiny | 歌唱表演               |
| 2021/08/29    | 國際 Global Kid Singers Brave x Here Comes the Sun 2021 Cover                   | MV網上首映             |
| 2021/01/02    | 台灣 蓋兒 Gail My Dear Friend 媒體見面會                                        | 專訪、歌唱表演         |
| 2021/01/01    | 台灣 中天娛樂頻道 - 撩星聞                                                      | 訪問                   |
| 2020/08/12    | 國際 Youth In Motion Online Charity Concert                                     | 網上直播慈善演唱       |
| 2020/07/31    | 泰國 ALTV4 Safe House Mania                                                     | 短訪                   |
| 2020/07/04    | 台灣 ETtoday星光雲 Gail蓋兒音樂分享會 集合吧！ET星友會                          | 直播訪問、歌唱表演     |
| 2020/06/07    | 馬來西亞 Grownce首屆全馬烏克麗麗視頻比賽成績公佈                                | 直播短訪、歌唱表演     |
| 2019/12/18    | 台灣 HitFM - 活力DJ - 你為了我撐把傘                                            | 單曲首播               |
| 2019/12/16    | 台灣 2020台灣燈會璀璨台中 副展區開幕記者會                                      | 直播短訪、歌唱表演     |
| 2019/11/08    | 台灣 ETtoday - 漿果告示牌                                                       | 直播短訪、歌唱表演     |
| 2019/10/26    | 台灣 ICRT FM100                                                                 | 直播短訪、新歌宣傳     |
| 2019/10/24    | 台灣 POP Radio Fm91.7 - What's up Music                                         | 短訪、新歌宣傳         |
| 2019/10/23    | 台灣 完全娛樂 - 超級好聲音                                                      | 短訪、歌唱表演         |
| 2019/10/14    | 台灣 HitFM - 活力DJ - KILLIN' ME                                                | 單曲首播               |
| 2019/09/24    | 台灣 即新聞 - 環保藝術節記者會                                                  | 短訪、試唱新歌         |
| 2019/09/07    | 台灣 SUGAR Gail 一日店長粉絲見面會                                              | 直播專訪、歌唱表演     |
| 2019/07/23    | 台灣 中天新聞                                                                   | 短訪、歌唱表演         |
| 2019/07/09    | 台灣 滔新聞 - 明星花路                                                          | 專訪                   |
| 2019/07/08    | 台灣 綜藝大熱門                                                                 | 邊吃火鍋邊直播專訪     |
| 2019/06/29    | 台灣 機場蓋兒歡迎會                                                             | 直播專訪               |
| 2019/06/14    | 台灣 明星鍵盤手                                                                 | 專訪、歌唱表演         |
| 2019/03/27    | 台灣 完全娛樂                                                                   | 專訪. 歌唱表演         |
| 2019/03/13    | 台灣 東森 - 泰國小天后Gail專訪                                                  | 專訪                   |
| 2019/02/26    | 台灣 台灣 量子娛樂 X Gail蓋兒簽約記者會                                         | 直播專訪、歌唱表演     |
| 2019/01/25    | 台灣 聲林同樂會人氣票選活動頒獎                                                 | 直播短訪、歌唱表演     |
| 2019/01/25    | 台灣 聲林 x 寵物雲 出任務                                                       | 直播專訪               |
| 2012/11/22    | 泰國 COOL fahrenheit                                                            | 直播專訪、歌唱表演     |

## 報紙/雜誌/網頁專訪
| 年份       | 出版社                                                         | 項目     |
| 2024/04/04 | 台灣 ABC 互動英語 2024 4月號 No.262                            | 本月之星 |
| 2024/02/04 | 台灣 時報周刊 CTWANT 娛樂人物                                  | 專訪     |
| 2024/01/14 | 台灣 自由時報 - 娛樂音樂                                       | 專訪     |
| 2021/02/07 | 台灣 中國時報 娛樂新聞B2                                       | 專訪     |
| 2019/05/22 | 台灣 鏡週刊 第138期                                            | 專訪     |
| 2019/05/03 | 台灣 美麗佳人Marie Claire 2019 5月號 第313期                   | 專訪     |
| 2018/12/26 | 台灣 時報周刊China Times Weekly 2132期、周刊王WantWeekly 246期 | 專訪     |

## 唱片騎師 Disc Jockey
| 年份          | 節目                                       | 項目                   |
| 2024/01/22-26 | 台灣 中廣 流行網 - 流行新推薦              | 主持人                 |
| 2023/12/23    | 台灣 飛碟聯播網 - UFO STAR 聊天室          | 室長 DJ 主持人         |
| 2023/12/23    | 台灣 中廣 音樂網 - i radio star DJ         | i radio star DJ 主持人 |
| 2023/12/17    | 台灣 HitFM - HIT DJ                        | HIT DJ 主持人          |
| 2023/12/16    | 台灣 POP Radio Fm91.7 - Play Music Play DJ | Play Music 主持人      |
| 2023/12/16    | 台灣 中廣 音樂網 - i radio star DJ         | i radio star DJ 主持人 |
| 2023/12/16    | 台灣 中廣 流行網 - Star DJ                 | Star DJ 主持人         |

## 微電影
| 年份       | 劇名                                          | 角色             |
| 2024/01/02 | 台灣 沒有營養的生活智慧王- 沒有診所 (短劇)    | 愛唱歌的小鳥Gail |
| 2019/01    | 台灣 中學頭條+聲林之王 校花姊姊帶 Gail 一日遊 | Gail表妹         |

## 慈善活動
| 年份       | 慈善機構                                                  | 項目         |
| 2025/05/30 | 泰國 收益全數捐贈給Chaipattana基金會                      | 慈善演唱     |
| 2023/09/20 | 泰國 捐贈給 Bang Khen 老人康復中心                        | 慈善演唱     |
| 2021/07/30 | 泰國 Ramathibodi 基金會                                   | 捐贈醫療物資 |
| 2020/08/12 | 國際 Youth In Motion Online Charity Concert               | 網上慈善演唱 |
| 2019/10/13 | 泰國 Krukoy and The Gang presents Let's be Heroes Concert | 慈善演唱     |
| 2019/05/02 | 泰國 醫療研究的擁抱醫療研究所的基金會捐贈給ramathibodi    | 捐款         |
| 2013/06/06 | 泰國 BEC I'm your Dog T-shirt                             | 慈善義賣     |

## 獎項紀錄
| 年份       | 主辦單位                                                     | 獎項                | 榮獲         |
| 2020/07/26 | 國際 YouTube創作者獎                                         | 訂閱人數達 10 萬人  | 白銀獎       |
| 2019/01/25 | 台灣 Jungle Voice聲林之王 第1季                              | 人氣王 榮獲 138萬票 | 第 1 名      |
| 2019/01/25 | 台灣 Jungle Voice聲林之王 第1季                              |                     | 第 4 名      |
| 2017       | 新加坡 International Singapore Maths Competition (ISMC) 2017 |                     | Silver Award |
| 2012       | 泰國 Thailand's Got Talent泰國達人秀 第2季                   |                     | 第 2 名      |

## 外部連結
- Gail Sophicha เกล โสพิชา的Facebook專頁
- Gail Sophicha เกล โสพิชา的Instagram帳戶
- Gail蓋兒 日常花絮的Instagram帳戶
- Gail Sophicha เกล โสพิชา的Threads專頁 （页面存档备份，存于）
- Gail Sophicha เกล โสพิชา的新浪微博
- Gail Sophicha เกล โสพิชา的TikTok
- YouTube上的蓋兒 Gail Sophicha Official頻道